# Trampa per a canaris
Una trampa per a canaris és un mètode utilitzat per descobrir la font d'una fuga d'informació. Consisteix a subministrar diferents versions d'informació sensible a cadascun dels grups sospitosos de filtrar-la, tot observant quina d'elles és la revelada.
Tot i que aquesta tècnica és molt antiga, el terme que la defineix fou inventat per Tom Clancy, en la seva novel·la Joc de Patriotes, on l'heroi, Jack Ryan, descriu la tècnica que va utilitzar per identificar l'origen de les fugues d'uns documents classificats:
Cada resum d'un paràgraf té sis versions diferents, i la barreja dels mateixos és única per a cada còpia enumerada del document. Existeixen més de mil permutacions possibles, però només noranta-sis còpies del document. Els paràgrafs són tan cridaners per aconseguir que el periodista que filtri la informació els citi lletra per lletra en els mitjans públics. Només que digui alguna cosa de dos o tres paràgrafs diferents, es pot deduir quina de les còpies ha vist, i de la mateixa manera, qui li ha passat la informació.
Si s'aconsegueix que cada còpia del document sigui lleugerament diferent de les altres, per exemple, utilitzant sinònims diferents a cada còpia, es pot determinar qui la filtra.
La tècnica d'afegir informació significativa d'amagat en un mitjà s'ha utilitzat de moltes maneres, que es classifiquen segons els seus objectius:
- La marca d'aigua s'utilitza per mostrar si un determinat objecte és autèntic i no s'ha manipulat.
- L'esteganografia s'utilitza per amagar un missatge secret en un altre d'aparença innocent, de tal manera que compliqui la seva detecció.
- Una trampa per a canaris amaga informació en un document que queda identificat de forma única, de tal manera que, a partir d'una còpia completa o una part d'ell, es pot obtenir la font del missatge.

Cap d'aquests mètodes és infalible perquè quantes més fonts diferents tenim per comparar, més senzill és identificar les marques especials.
En les impressores làser en color s'utilitzen marques de punts de color groc pràcticament invisibles, que identifiquen la màquina, per tal d'ajudar a perseguir falsificacions.
També es poden utilitzar marques d'aigua per identificar una font, introduint les dades del sol·licitant a dins de la imatge digital. Fins i tot a les pel·lícules resulta molt senzill que certs fotogrames incloguin marques identificatives, o que l'audio tingui informació codificada en el buit de l'espectre de la veu (al voltant dels 1300 Hz).